# مقاطعة تود (داكوتا الجنوبية)
تود (بالإنجليزية: Todd)‏ هي إحدى مقاطعات ولاية داكوتا الجنوبية في الولايات المتحدة الأمريكية.